# Резня армян в Баку (1918)
Резня армян в Баку (арм. Բաքվի հայերի կոտորած) — массовые убийства в отношении армянского населения города, осуществлявшиеся в сентябре 1918 года турецкими и азербайджанскими войсками и вооружёнными группами после взятия Баку. По разным оценкам, количество жертв в результате массовой резни составило от десяти до тридцати тысяч человек.

## Предыстория

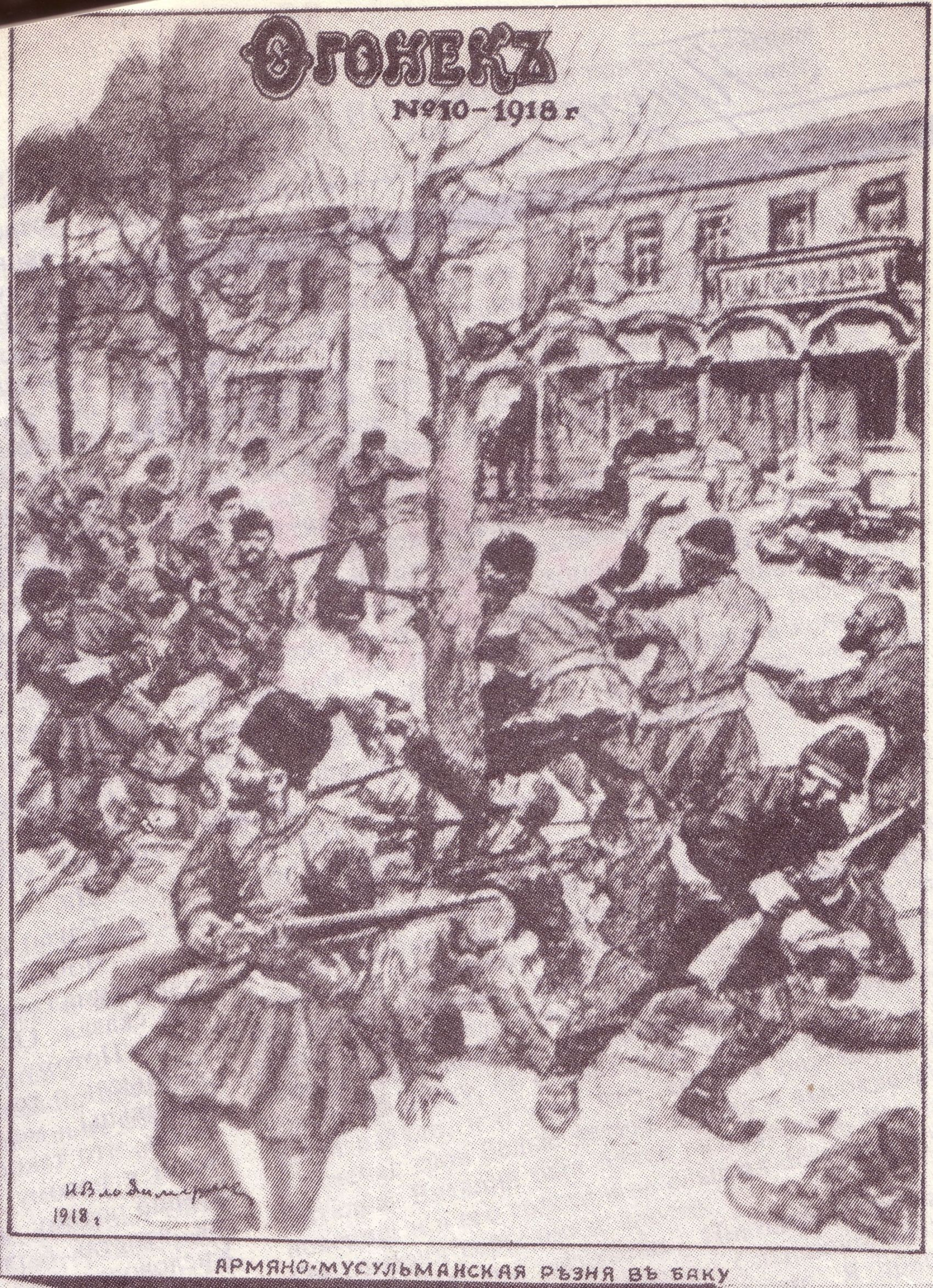
Обложка журнала «Огонёк» (№ 10, 12 мая 1918 г.): «Армяно-мусульманская резня в Баку»

В марте 1918 года власть в Баку была захвачена Бакинской коммуной, при этом произошла резня мусульманского населения, совершенная большевиками и поддержавшими их дашнаками. Бакинская коммуна начала наступление на Гянджу, где располагалось правительство Азербайджана. Состоявшие преимущественно из армян войска Бакинского Совета занимались грабежом и убийствами населения мусульманских сел по мере продвижения в сторону Гянджи. Правительство АДР обратилось за помощью к Оттоманской империи, с которой заключило договор о взаимопомощи. Разбив под Геокчаем армию Баксовета, азербайджано-турецкая Кавказская исламская армия осадила Баку. Власть в городе в июле перешла к Диктатуре Центрокаспия, которая обратилась за помощью к Великобритании, противнице Оттоманской империи в Первой мировой войне.

## Резня
На рассвете 14 сентября турецкая артиллерия начала обстрел оборонительных позиций со всех направлений. Турецкие войска прорвали оборону города у Волчьих ворот и заняли высоты над городом. Ночью английские войска, а затем и правительство Диктатуры Центрокаспия, оборонявшие город, бежали на кораблях из Баку. 15 сентября в Баку вошли солдаты Кавказской исламской армии, Баку был охвачен паникой, армяне переполнили гавань, чтобы избежать резни. Регулярным войскам Османской империи не было разрешено входить в город в течение двух дней, чтобы нерегулярные войска, башибузуки, устроили резню в городе и занимались грабежами и мародерством. В ноте Народного комиссара иностранных дел РСФСР Министерству иностранных дел Турции от 20 сентября 1918 г о нарушениях Турцией Брест-Литовского договора так охарактеризованны произошедшие в Баку события:
Турецкие регулярные войска в союзе с разбойничьими бандами занимают территорию Советской Республики, подвергая города и деревни разгрому и разграблению, расстреливая или подвергая всевозможным насилиям христианское население, не исключая женщин и детей.
Теперь, когда город Баку уже взят и турецкие войска находятся в самом городе, когда беззащитное население и весь город в продолжение дней подвергаются всем ужасам разгрома и разграбления со стороны турецких войск вместе с примкнувшими к ним татарскими бандами, ссылка турецких представителей на то, [что] якобы в наступлении на Баку принимали участие лишь местные разбойники, является несогласным с фактами прикрытием насильственных действий Турции, под покровом которого произошли и происходят систематическое нарушение Брест-Литовского договора и прямой захват и грабеж территорий Российской Республики. 

### Резня армянского населения занятых турецкой армией уездов
Азербайджано-турецкие войска так же проводили резню армянского населения уездов занятых ими в ходе наступления на Баку. Согласно докладу специального уполномоченного советской власти Азербайджана, жителя села Куткашен Ясина Молла Мамед оглы народному комиссарру внутренних дел Азербайджана из 31 армянского села на территории Нухинского и Арешского уездов полууцелели лишь 3:
Все армянское население Нухинского и Арешского уездов окончательно разорено: большая часть их вырезана, селения сожжены; до последних дней полууцелели из 31 села только 3 — Нидж, Варташен и Джалет, которые в качестве пленных жили на своих местах, но им тоже не было суждено продолжать свое существование, и они подверглись нападению в первые дни Карабахских событий и вырезаны; жители Варташена и Джалета2 поголовно, а часть жителей Ниджа спаслись в лесах, где и до сих пор продолжают свое жалкое существование.
Почти во всех селах и городах этих двух уездов есть пленные армяне-мужчины, женщины, девушки и дети. Многие из них превращены в магометанство.
Организаторами резни были местные беки, кулаки из крестьян и административная власть. Большая часть награбленного имущества армян доставлялась бекам и властям. Беки, опасаясь своей будущей ответственности за свои зверства, ухитрялись — обменяли скот и имущество армян в других уездах, дабы этим скрыть следы. Благодаря событиям беки, чиновники, даже и многие из полицейских стражников, сделались крупными миллионерами. Благодаря своей темноте и зависимости от беков и власти, крестьяне-мусульмане тоже принимали участие в событиях, сознательная же часть крестьянства не могла протестовать ввиду своей бессильности.

## Данные о числе погибших. Последствия
По данным специальной комиссии Армянского Национального Совета было убито 5248 бакинских армян и 1500 армянских беженцев из других регионов Кавказа. К этой цифре комиссия добавила 2249 армян, чьи тела были найдены на улицах, но чью личность не удалось установить, и таким образом общая цифра достигла 8988 человек. По словам американского историка Фируза Каземзаде, эти цифры были собраны Армянским Национальным Советом, от которого вряд ли можно было ожидать объективности в подобном вопросе, тем не менее, учитывая общий ход событий, эти цифры не могут быть сильно преувеличены. Другие историки, в частности Рональд Григор Сюни, Андрей Зубов приводят более высокие оценки, до 30 тыс. погибших.. После сентябрьских событий 1918 года поверенный в делах Армении в Тифлисе А. Джамалян направил ноту протеста азербайджанскому представителю в Грузии Джафарову, обвинив правительство последнего в убийстве двадцати пяти или тридцати тысяч армян и требуя сурового наказания. Как отмечает Каземзаде, число убитых было чрезмерно преувеличено и даже согласно официальным данным специальной армянской комиссии по расследованию, список убитых не превышал девяти тысяч. Как отмечают российские историки М. Волхонский и В. Муханов в ходе резни погибло от 30 до 35 тысяч армян, в результате чего, как говорилось в одном из документов того времени трупный запах целую неделю не давал возможности ходить по улицам
Согласно Каземзаде ответ на ноту протеста Джафаров ответил, что азербайджанское правительство всегда желало жить в мире со своими соседями. Он объяснил сентябрьские столкновения как стихийную месть за убийство около десяти тысяч азербайджанцев армянами в марте 1918 года. Также Джафаров, со слов Каземзаде, отверг обвинение армян в том, что азербайджанское правительство не наказало тех, кто несёт ответственность за сентябрьское кровопролитие. Так, сто человек были признаны виновными и повешены. В заключении Джафаров указал, что нота Джамаляна была рассчитана на то, чтобы направить общественное мнение против Азербайджана и не направлено на улучшение отношений между двумя странами.
Согласно М. Волхонскому и В. Муханову азербайджанское правительство не только не скрывало учиненную резню армян, но даже оправдывало всех её виновников. Рассматривая заявление главы кабинета министров Фатали-хан Хойского сделанное им в парламенте, российские историки, приходят к выводу что правительство Азербайджанской демократической республики, открыто одобрило резню армянского населения столицы в качестве мести — на кровавые мартовские события с участием армянских вооруженных отрядов

### Убийство лидеров АДР
- 19 июня 1920, в ходе операции «Немезис» партии Дашнакцутюн по убийству организаторов геноцида армян, в Тифлисе убит бывший премьер-министр Азербайджана Фатали хан Хойский, как виновник, по мнению руководителей операции, резни армян в Баку в сентябре 1918 г. Одновременно был ранен бывший министр юстиции Азербайджана Халил бек Хасмамедов. Убийство осуществил Арам Ерканян, вторым участником операции был Мисак Киракосян (ранен в ходе акции).
- 19 июля 1921 в Константинополе убит бывший министр внутренних дел Азербайджана Бехбуд хан Джеваншир. Убийца — Мисак Торлакян, предстал перед британским военным трибуналом, перед которым также выступили многочисленные свидетели сентябрьской резни. Вынужденный подчиниться инструкциям своих лидеров, взявших за образец успешный процесс Тейлиряна, Торлакян симулировал эпилепсию и т. д. На суде Торлакян заявил, что в Баку на его глазах были убиты его жена, сестра и их дети, а сам он получил несколько пулевых ранений. В действительности Торлакян был родом из Трабзона, где его семья была убита, и никакой родни в Баку у него не было. В октябре трибунал признал Торлакяна виновным в убийстве, но не отвечающим за свои действия как совершенные в состоянии аффекта, и выслал в Грецию[16]. Другие участники операции — Ерванд Фундукян и Арутюн Арутюнян.